# Khalid ibn al-Walid
Khalid ibn al-Walid, född omkring 590, död 642, var en muslimsk arabisk fältherre, av stammen Qureish.
Före sin konvertering till islam utmärkte han sig bland annat då han anförde mekkanernas högra flygel i slaget vid Uhud 625 och verksamt bidrog till Muhammeds nederlag där. 629 övergick han emellertid till muslimerna. Han deltog i Muhammeds rensning av helgedomen Kaba i Mekka, och fick efter att ha räddat resterna av en muslimsk här tillnamnet Saif Allah, "Guds svärd". Shiamuslimer anser dock att Ali ibn Abi Talib är "Guds svärd", och de accepterar inte att Khalid har denna titel. Efter Muhammeds död kuvade han ett uppror av den konkurrerande profeten Musaylimah och drog samma år mot perserna, och erövrade al-Hira. 634 inbröt han i Syrien, besegrade bysantinerna och erövrade Damaskus 635. Som befälhavare över rytteriet deltog han i den avgörande striden mot bysantinerna vid Jarmuk 636 och var en tid ståthållare över en del av Syrien. Khalid kom i flera konflikter med kalif Abu Bakr, men togs varje gång till nåder. Som befälhavare har han jämförts med Hannibal och Napoleon.